# Campionato mondiale maschile di pallacanestro Under-19 2011
Il campionato mondiale maschile di pallacanestro Under-19 2011 si è svolto in Lettonia dal 30 giugno al 10 luglio 2011. Si è trattato della 10ª edizione della manifestazione, vinta per la prima volta nella storia dalla Lituania.

## Squadre partecipanti
- Argentina
- Australia
- Brasile
- Canada
- Cile
- Taipei cinese
- Croazia
- Egitto

- Corea del Sud
- Lettonia
- Lituania
- Polonia
- Russia
- Serbia
- Tunisia
- Stati Uniti

## Risultati

### Fase a eliminazione diretta
|  | Quarti di finale | Quarti di finale |                |        | Semifinali                | Semifinali                |  |  | Finale         | Finale |
|  |                  |                  |                |        |                           |                           |  |  |                |        |
|  | 8 luglio 2011    |                  |                |        |                           |                           |  |  |                |        |
|  |                  |                  |                |        |                           |                           |  |  |                |        |
|  | Australia        | 74               |                |        |                           |                           |  |  |                |        |
|  | Australia        | 74               | 9 luglio 2011  |        |                           |                           |  |  |                |        |
|  | Serbia           | 93               |                |        |                           |                           |  |  |                |        |
|  | Serbia           | 93               | Serbia         | 76     |                           |                           |  |  |                |        |
|  | 8 luglio 2011    |                  | Serbia         | 76     |                           |                           |  |  |                |        |
|  |                  | Argentina        | 71             |        |                           |                           |  |  |                |        |
|  | Croazia          | Argentina        | 71             | 76     |                           |                           |  |  |                |        |
|  | Croazia          |                  | 10 luglio 2011 | 76     |                           |                           |  |  |                |        |
|  | Argentina        | 81               |                |        |                           |                           |  |  |                |        |
|  | Argentina        | 81               | Serbia         | 67     |                           |                           |  |  |                |        |
|  | 8 luglio 2011    |                  | Serbia         | 67     |                           |                           |  |  |                |        |
|  |                  | Lituania         | 85             |        |                           |                           |  |  |                |        |
|  | Stati Uniti      | Lituania         | 85             | 74     |                           |                           |  |  |                |        |
|  | Stati Uniti      | 9 luglio 2011    |                | 74     |                           |                           |  |  |                |        |
|  | Russia           | 79               |                |        |                           |                           |  |  |                |        |
|  | Russia           | 79               | Russia         | 68     | Finale per il terzo posto | Finale per il terzo posto |  |  |                |        |
|  | 8 luglio 2011    |                  | Russia         | 68     | Finale per il terzo posto | Finale per il terzo posto |  |  |                |        |
|  |                  | Lituania         | 85             |        |                           |                           |  |  |                |        |
|  | Polonia          | Lituania         | 85             | 75     | Argentina                 | 72                        |  |  |                |        |
|  | Polonia          |                  |                | 75     | Argentina                 | 72                        |  |  |                |        |
|  | Lituania         | 87               |                | Russia | 77                        |                           |  |  |                |        |
|  | Lituania         | 87               |                |        | 77                        |                           |  |  |                |        |
|  |                  |                  |                |        |                           |                           |  |  | 10 luglio 2011 |        |
|  |                  |                  |                |        |                           |                           |  |  |                |        |

#### Incontri 5º-8º posto
|  | Semifinali 5º-8º posto | Semifinali 5º-8º posto | Semifinali 5º-8º posto |             |           | Finale 5º-6º posto | Finale 5º-6º posto | Finale 5º-6º posto |  |
|  |                        |                        |                        |             |           |                    |                    |                    |  |
|  | Australia              | Australia              | 90                     |             |           |                    |                    |                    |  |
|  | Australia              | Australia              | 90                     |             |           |                    |                    |                    |  |
|  | Croazia                | Croazia                | 63                     |             |           |                    |                    |                    |  |
|  | Croazia                | Croazia                | 63                     |             | Australia | Australia          | 77                 |                    |  |
|  |                        |                        |                        |             | Australia | Australia          | 77                 |                    |  |
|  |                        |                        | Stati Uniti            | Stati Uniti | 78        |                    |                    |                    |  |
|  | Stati Uniti            | Stati Uniti            | Stati Uniti            | Stati Uniti | 78        | 84                 |                    |                    |  |
|  | Stati Uniti            | Stati Uniti            |                        |             |           | 84                 |                    |                    |  |
|  | Polonia                | Polonia                | 47                     |             |           | Finale 7º-8º posto | Finale 7º-8º posto | Finale 7º-8º posto |  |
|  | Polonia                | Polonia                | 47                     |             |           |                    |                    |                    |  |
|  |                        |                        |                        |             |           |                    |                    |                    |  |
|  |                        |                        |                        |             |           | Croazia            | Croazia            | 70                 |  |
|  |                        |                        |                        |             |           | Croazia            | Croazia            | 70                 |  |
|  |                        |                        |                        |             |           | Polonia            | Polonia            | 82                 |  |

#### Incontri 9º-12º posto
|  | Semifinali 9º-12º posto | Semifinali 9º-12º posto | Semifinali 9º-12º posto |          |         | Finale 9º-10º posto  | Finale 9º-10º posto  | Finale 9º-10º posto  |  |
|  |                         |                         |                         |          |         |                      |                      |                      |  |
|  | Brasile                 | Brasile                 | 77                      |          |         |                      |                      |                      |  |
|  | Brasile                 | Brasile                 | 77                      |          |         |                      |                      |                      |  |
|  | Egitto                  | Egitto                  | 63                      |          |         |                      |                      |                      |  |
|  | Egitto                  | Egitto                  | 63                      |          | Brasile | Brasile              | 81                   |                      |  |
|  |                         |                         |                         |          | Brasile | Brasile              | 81                   |                      |  |
|  |                         |                         | Lettonia                | Lettonia | 73      |                      |                      |                      |  |
|  | Canada                  | Canada                  | Lettonia                | Lettonia | 73      | 96                   |                      |                      |  |
|  | Canada                  | Canada                  |                         |          |         | 96                   |                      |                      |  |
|  | Lettonia                | Lettonia                | 99                      |          |         | Finale 11º-12º posto | Finale 11º-12º posto | Finale 11º-12º posto |  |
|  | Lettonia                | Lettonia                | 99                      |          |         |                      |                      |                      |  |
|  |                         |                         |                         |          |         |                      |                      |                      |  |
|  |                         |                         |                         |          |         | Egitto               | Egitto               | 79                   |  |
|  |                         |                         |                         |          |         | Egitto               | Egitto               | 79                   |  |
|  |                         |                         |                         |          |         | Canada               | Canada               | 84                   |  |

#### Incontri 13º-16º posto
|  | Semifinali 13º-16º posto | Semifinali 13º-16º posto | Semifinali 13º-16º posto |               |      | Finale 13º-14º posto | Finale 13º-14º posto | Finale 13º-14º posto |  |
|  |                          |                          |                          |               |      |                      |                      |                      |  |
|  | Corea del Sud            | Corea del Sud            | 88                       |               |      |                      |                      |                      |  |
|  | Corea del Sud            | Corea del Sud            | 88                       |               |      |                      |                      |                      |  |
|  | Cile                     | Cile                     | 95                       |               |      |                      |                      |                      |  |
|  | Cile                     | Cile                     | 95                       |               | Cile | Cile                 | 91                   |                      |  |
|  |                          |                          |                          |               | Cile | Cile                 | 91                   |                      |  |
|  |                          |                          | Taipei cinese            | Taipei cinese | 48   |                      |                      |                      |  |
|  | Tunisia                  | Tunisia                  | Taipei cinese            | Taipei cinese | 48   | 59                   |                      |                      |  |
|  | Tunisia                  | Tunisia                  |                          |               |      | 59                   |                      |                      |  |
|  | Taipei cinese            | Taipei cinese            | 70                       |               |      | Finale 15º-16º posto | Finale 15º-16º posto | Finale 15º-16º posto |  |
|  | Taipei cinese            | Taipei cinese            | 70                       |               |      |                      |                      |                      |  |
|  |                          |                          |                          |               |      |                      |                      |                      |  |
|  |                          |                          |                          |               |      | Corea del Sud        | Corea del Sud        | 78                   |  |
|  |                          |                          |                          |               |      | Corea del Sud        | Corea del Sud        | 78                   |  |
|  |                          |                          |                          |               |      | Tunisia              | Tunisia              | 72                   |  |

## Classifica finale
| Campione del Mondo | Campione del Mondo | Campione del Mondo | Campione del Mondo |
| --- | ------------------ | --- | ------------------ |
| Lituania under 194 Simanavičius, 5 Pukis, 6 Mockevičius, 7 Ulanovas, 8 Redikas, 9 Giedraitis, 10 Butkevičius, 11 Sabonis, 12 Skučas, 13 Čižauskas, 14 Jakštas, 15 Valančiūnas, All. Kazys Maksvytis |                    | |                    |
| Argento | Serbia             | Serbia under 194 Cvetković, 5 Vujošević, 6 Lambić, 7 Krstić, 8 Bogdanović, 9 Mitrović, 10 Gujaničić, 11 Siladi, 12 Bešović, 13 Drenovac, 14 Igrutinović, 15 Dangubić, All. Dejan Mijatović    |                    |
| Bronzo | Russia             | Russia under 194 Karpačev, 5 Varnakov, 6 Vichrov, 7 Karasëv, 8 Goldyrev, 9 Kulagin, 10 Tichonin, 11 Truškin, 12 Bekkiev, 13 Gudumak, 14 Zarjažko, 15 Loginov, All. Michail Solov'ëv           |                    |
| 4. | Argentina          | Argentina under 194 Gallizzi, 5 Massarelli, 6 Basabe, 7 Giorgetti, 8 Copello, 9 Giaveno, 10 Paredes, 11 Pérez, 12 Delía, 13 Díaz, 14 Podestá, 15 Garino, All. Enrique Tolcachier              |                    |
| 5. | Stati Uniti        | Stati Uniti under 194 Jackson, 5 Carson, 6 Appling, 7 Brown, 8 Hardaway, 9 Lamb, 10 Marshall, 11 McDermott, 12 Bell, 13 Mitchell, 14 Leonard, 15 Young, All. Paul Hewitt                      |                    |
| 6. | Australia          | Australia under 194 Aldridge, 5 Odigie, 6 Hussey, 7 Drmic, 8 Hadziomerovic, 9 Greenwood, 10 McCarron, 11 Creek, 12 Sinclair, 13 Thomas, 14 Trist, 15 Dumović, All. Damian Cotter              |                    |
| 7. | Polonia            | Polonia under 194 Grzeliński, 5 Koelner, 6 Michalak, 7 Grochowski, 8 Śpica, 9 Bonarek, 10 Ponitka, 11 Pietrzak, 12 Gielo, 13 Szymkiewicz, 14 Niedźwiedzki, 15 Karnowski, All. Jerzy Szambelan |                    |
| 8. | Croazia            | Croazia under 194 Junaković, 5 Zadravec, 6 Katić, 7 Krstanović, 8 Brzoja, 9 Kučan, 10 Barać, 11 Ramljak, 12 Repeša, 13 Hezonja, 14 Bundović, 15 Šarić, All. Dražen Brajković                  |                    |
| 9. | Brasile            | Brasile under 194 Durval, 5 Davi, 6 Felício, 7 Bruno, 8 Raulzinho, 9 Vezaro, 10 Taddei, 11 Aguirre, 12 Nogueira, 13 Arthur, 14 Meindl, 15 Erick, All. José Neto                               |                    |
| 10. | Lettonia           | Lettonia under 194 Vecvagars, 5 Coders, 6 Siliņš, 7 Apsītis, 8 Bertāns, 9 Magone, 10 Bremers, 11 Timma, 12 Dukulis, 13 Vītiņš, 14 Helmanis, 15 Rostovs, All. Ziedonis Jansons                 |                    |
| 11. | Canada             | Canada under 194 Pangos, 5 Clarke, 6 Bhullar, 7 Letkeman, 8 Lomomba, 9 Hanlan, 10 Pierre, 11 Scrubb, 12 Webster-Chan, 13 Shaver, 14 Bunce, 15 Janković, All. Greg Francis                     |                    |
| 12. | Egitto             | Egitto under 194 Mostafa, 5 O. Mohamed, 6 el-Moataz, 7 Hossam, 8 Hany, 9 E. Ahmed, 10 Samir, 11 Gamal, 12 Shousha, 13 M. Mohamed, 14 Z. Mohamed, 15 A. Ahmed, All. -                          |                    |
| 13. | Cina               | Cina under 194 Luo, 5 Wang Zi., 6 Guo, 7 Wang Pu, 8 Ju, 9 Gu, 10 Zhai, 11 Zhu, 12 Sun, 13 Xu, 14 Wang Zh., 15 Li, All. Fan Bin                                                                |                    |
| 14. | Taipei cinese      | Taiwan under 194 Chien C., 5 Li, 6 Huang, 7 Yu, 8 Fan, 9 Chen Y., 10 Hu, 11 Cheng, 12 Chien W., 13 Hung, 14 Lin, 15 Chen K., All. -                                                           |                    |
| 15. | Corea del Sud      | Corea del Sud under 194 Lee J., 5 Choe, 6 Han S., 7 Kim G., 8 Heo, 9 Mun, 10 Lee S., 11 Lee D., 12 Kim H., 13 Kim M., 14 Han H., 15 Kim J., All. Lee Sang-guk                                 |                    |
| 16. | Tunisia            | Tunisia under 194 Abada, 5 Hemdani, 6 Saddadi, 7 Roudesli, 8 M'Rad, 9 Souabni, 10 Ammar, 11 Mahmoud, 12 Mejri, 13 Farjallah, 14 Manai, 15 Karoui, All. Khelil Ben Ameur                       |                    |